# North American B-25 Mitchell
North American B-25 Mitchell byl americký dvoumotorový bombardovací letoun s příďovým zatahovacím podvozkem a dvojitou svislou ocasní plochou, používaný během druhé světové války. Je pojmenován po generálovi amerického letectva Williamu "Billy" Mitchellovi - průkopníkovi letectví, který se ve dvacátých letech i proti vůli svých některých nadřízených vehementně zastával letecké techniky.
B-25 byl používaný mnoha spojeneckými leteckými silami a za druhé světové války sloužil na všech bojištích. Po skončení války mnoho letounů zůstalo v provozu a sloužilo přes čtyři desetiletí. Vznikl v mnoha variantách a bylo postaveno téměř 10 000 ks B-25. Mezi ně patřilo několik modelů jako průzkumný letoun F-10, cvičné AT-24 a hlídkové bombardéry PBJ-1 námořní pěchoty Spojených států.

## Vznik a vývoj

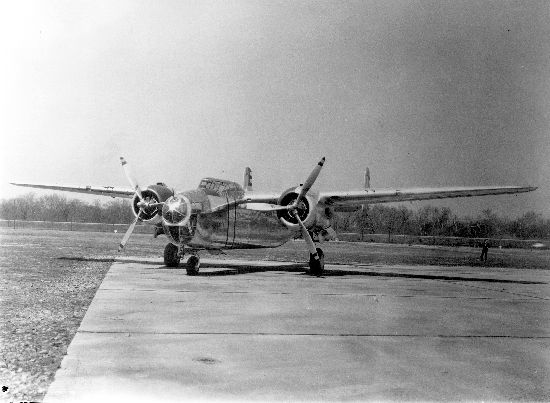
Prototyp NA-40

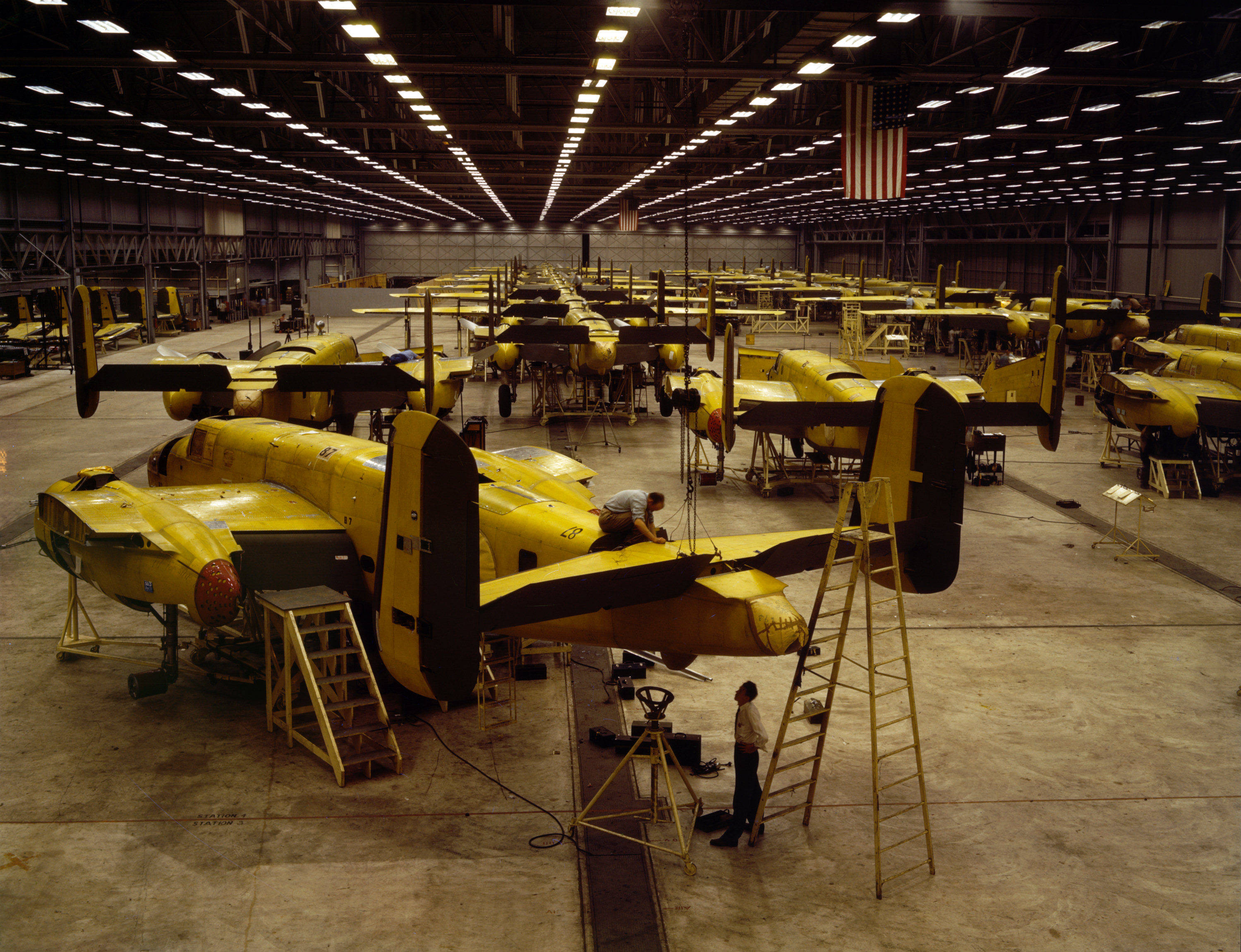
Výroba B-25D v Kansas City, 1942

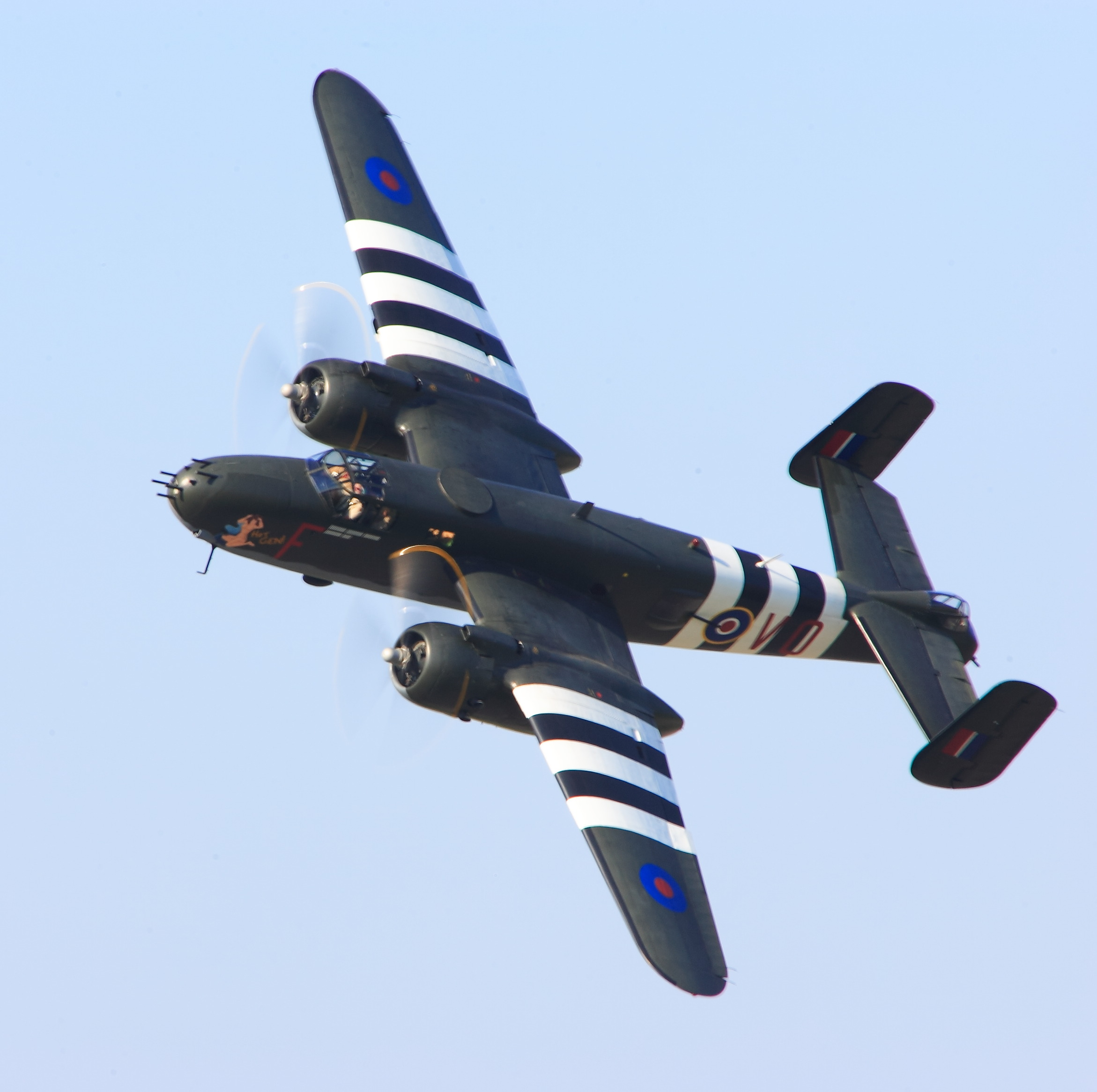
B-25J s invazními pruhy

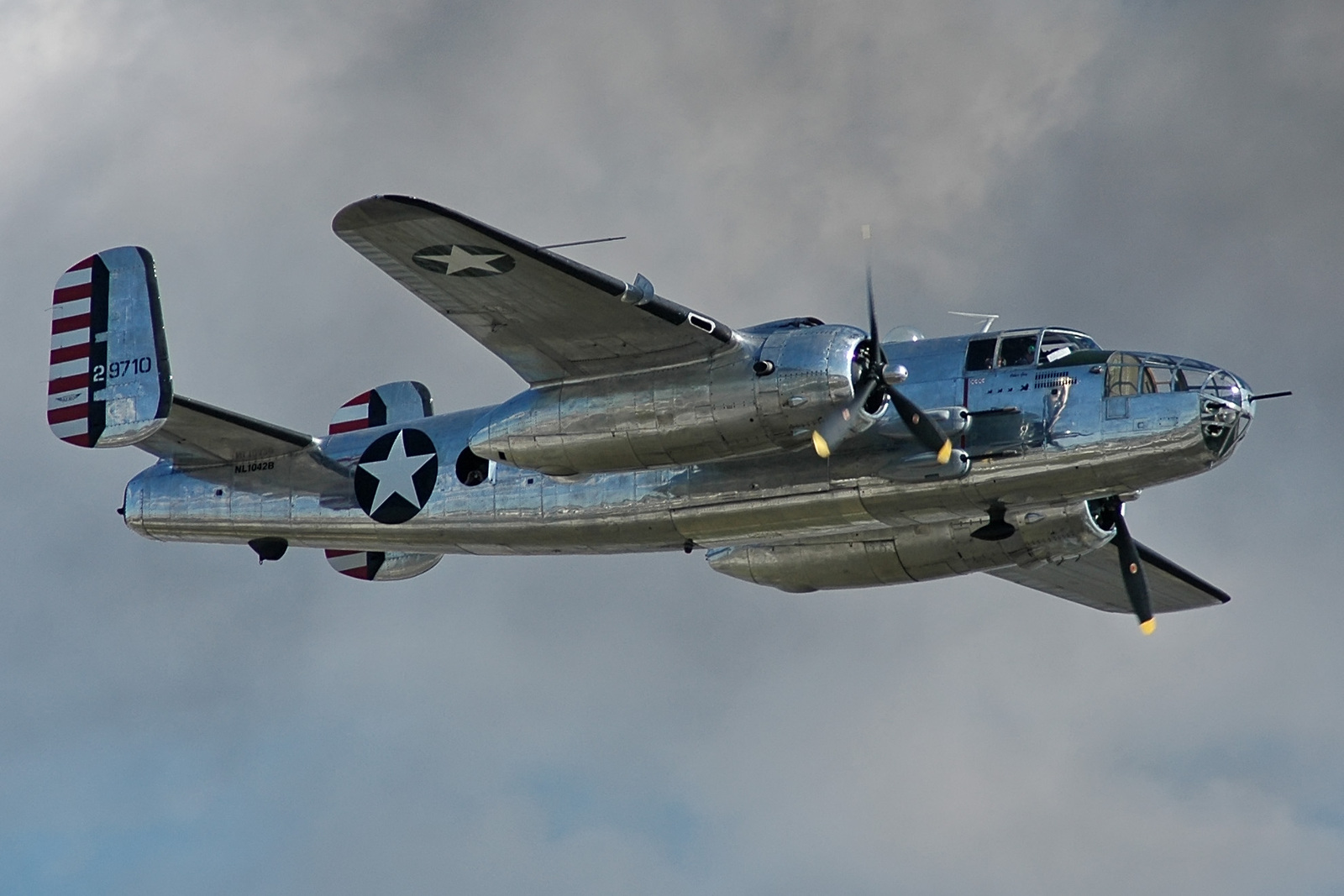
B-25J „Pacific Prowler“

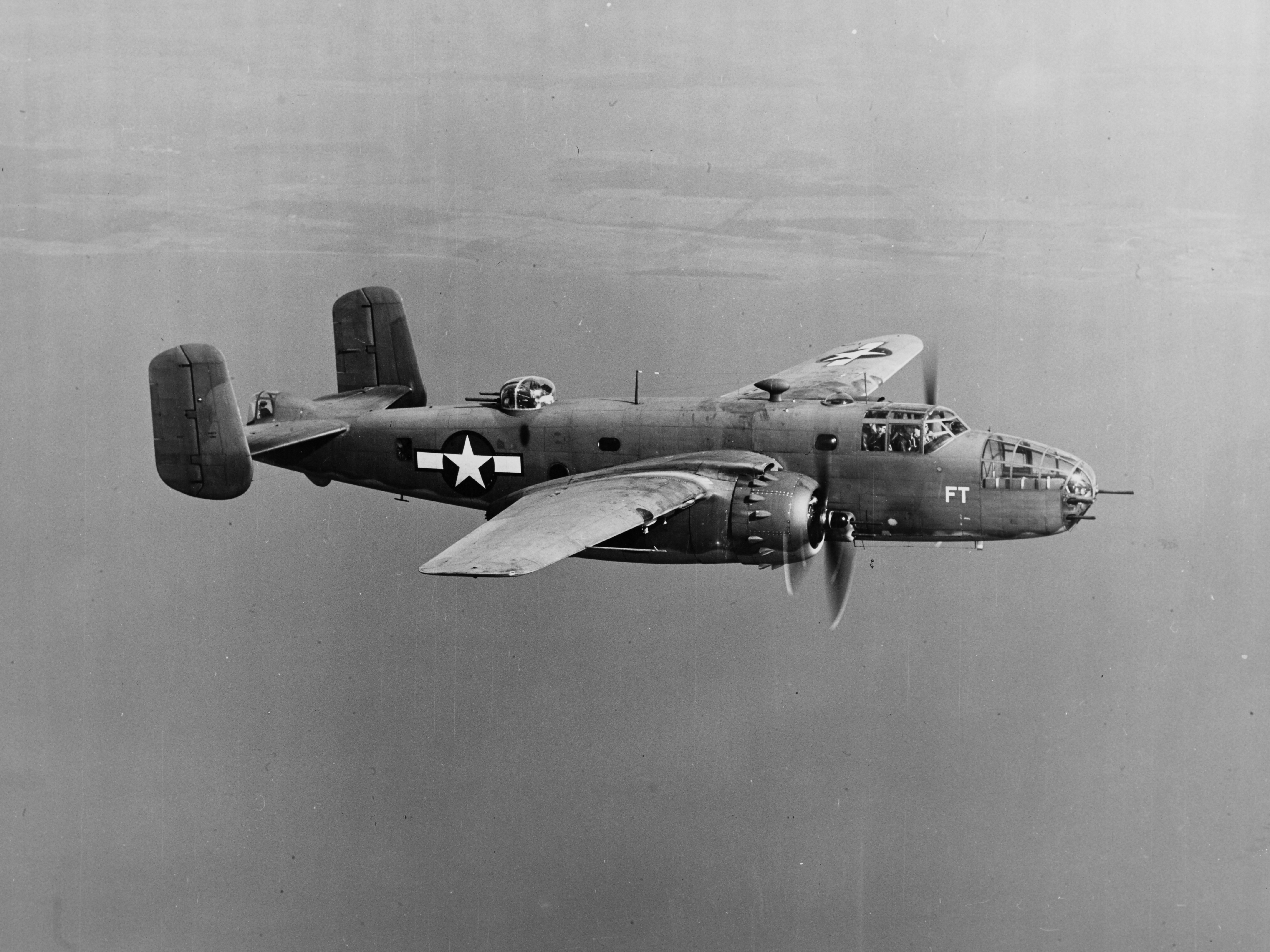
PBJ-1D

Letoun B-25 vznikl na základě objednávky amerického armádního letectva z roku 1937. Svůj projekt NA-40-1 zaslal také letecký výrobce North American Aviation Inc. z Inglewoodu v Kalifornii, podle něhož byl v lednu roku 1939 dokončen a zalétán první prototyp NA-40-1. Pilot společně s druhým seděli za sebou v protáhlé prosklené kabině, navigátor/bombometčík měl místo v prosklené přídi s pohyblivým kulometem ráže 7,62 mm.
Vzhledem k nízké dosahované rychlosti byla dvojice původních pohonných jednotek Pratt & Whitney Twin Wasp nahrazena silnějšími typu Wright Cyclone. Prototyp s novým označením NA-40B byl předán USAAC k provedení armádních zkoušek, během nichž byl stroj zcela zničen při havárii.
Armádní letectvo u výrobce prosadilo řadu změn, které byly realizovány v projektu NA-62. Kokpit nového stroje byl rozšířen, aby mohli piloti sedět vedle sebe, rozšířena byla také pumovnice. Z hornoplošné konstrukce se stal středoplošník, změnil se tvar motorových gondol a provedeny byly i další změny. Novému letounu bylo přiděleno vojenské označení B-25.
První ze 184 objednaných B-25 vzlétl 19. srpna 1940 poháněný dvojicí dvouhvězdicových čtrnáctiválců Wright R-2600-9 Double Cyclone o výkonu 1360 kW. Do konce roku bylo vyprodukováno celkem 25 kusů, z nichž od desátého bylo zavedeno upravené křídlo, jehož vnější části měly nulové vzepětí.
Následujících 40 exemplářů B-25A obdrželo samosvorné potahy palivových nádrží společně s prvky pancéřové ochrany osádky. Snížila se však zásoba pohonných hmot, hmotnost letounu vzrostla o 100 kg a mírně poklesla maximální rychlost.
Verze B-25B, v RAF značená Mitchell Mk.I, měla jinou skladbu obranné výzbroje. Sestávala z jednoho kulometu ráže 7,62 mm umístěného v pohyblivém závěsu v přídi a ze dvou párů velkorážných kulometů ráže 12,7 mm v horní a spodní střelecké věži Bendix. Horní byla prosklená, dolní byla zaměřována periskopem a mohla být zasunuta do trupu. V proskleném výběžku zádě již nebyl na rozdíl od B-25A umístěn kulomet. Nosnost pum činila 1360 kg.
Od ledna 1942 byly dodávány varianty B-25C vyráběné v Inglewoodu a B-25D vycházející z nové linky v Kansas City. Oproti svým předchůdcům byly vylepšeny autopilotem, silnějšími motory R-2600-13 s karburátory Holley, odledovacím zařízením, elektrickým rozvodem 24 V a zvýšenou kapacitou palivových nádrží. Pumovnice byla zvětšena a pumy mohly být neseny i pod křídlem. V přídi byl instalován jeden pevný a jeden pohyblivý kulomet ráže 12,7 mm. Celková výroba dosáhla počtu 1619 „céček“ v sériích C-1 až C-25 a 2290 „déček“ v sériích D-1 až D-35. Další série C-30 až C-35 již měly boční a zadní střeliště shodná s pozdějšími B-25H a J. Z produkce bylo původně 595 kusů vyčleněno pro RAF pod označením Mitchell Mk.II, avšak řádově desítky jich převzala Kanada, Brazílie a Čína, větší počty pak VVS RKKA.
V Inglewoodu bylo dále vyrobeno 405 strojů B-25G se zabudovaným standardním kanónem M-4 ráže 75 mm, který byl ručně nabíjen ze zásoby 21 nábojů. Ve zkrácené neprosklené přídi byly navíc umístěny dva pevné kulomety ráže 12,7 mm.
Pětimístné B-25H měly horní střeleckou věž přemístěnu za kabinu pilotů, spodní střeliště nebylo instalováno. V zadní části trupu bylo zřízeno střeliště pro sedícího střelce, opatřené klenutým průhledným krytem a zdvojeným kulometem ráže 12,7 mm. Na bocích trupu byla vystupující boční okna se závěsem pro kulomet, instalovaná již na některých předchozích strojích. Původní kanón byl zaměněn za odlehčený 75 mm T-13E1 a na přídi přibyly další dva kulomety. Letoun tak nesl až 14 kulometů včetně čtyř v pouzdrech přisazených k boku trupu v rovině motorů. B-25H s pohonnými jednotkami R-2600-13 nebo -29 mohl nést kromě 1451 kg pum nebo 907 kg torpéda příležitostně i 8 raket. Na 1000 vyrobených letounů bylo od jara 1944 využíváno především v Pacifiku.
V nejpočetnější sérii byl v počtu 4318 kusů vyroben B-25J, z nichž RAF převzalo 316 strojů jako Mitchell B Mk.III. S výjimkou prosklené přídě a skladby výzbroje byl téměř identický s B-25H. V tomto případě nesl v prosklené části přídě 1 až dva pevné a jeden pohyblivý kulomet. Kolem 800 B-25J bylo vybaveno neprosklenou přídí s baterií osmi velkorážných kulometů, celkem tedy až 18 v jednom letounu. Nosnost pum v pumovnici byla 1814 kg plus až 1000 kg pum, nebo osm raket HVAR zavěšených pod křídlem. Poslední dodávka byla realizována v srpnu 1945.
F-10 byla neozbrojená průzkumná verze s kamerami, CB-25 pak poválečný dopravní letoun. Válečné cvičné stroje AT-24 byly přejmenovány na TB-25 a po roce 1947 doplněny více než 900 bombardéry přestavěnými na TB-25J, K, L a M. Některé dosloužily jako vlečné vzdušných střeleckých terčů.
Na bombardérech Mitchell v Itálii, sloužil během druhé světové války, také Joseph Heller, autor slavného válečného románu Hlava XXII. Děj tohoto románu se odehrává především ve frontovém zázemí a během bojových akcí, právě na těchto bombardérech.

## Bojové nasazení

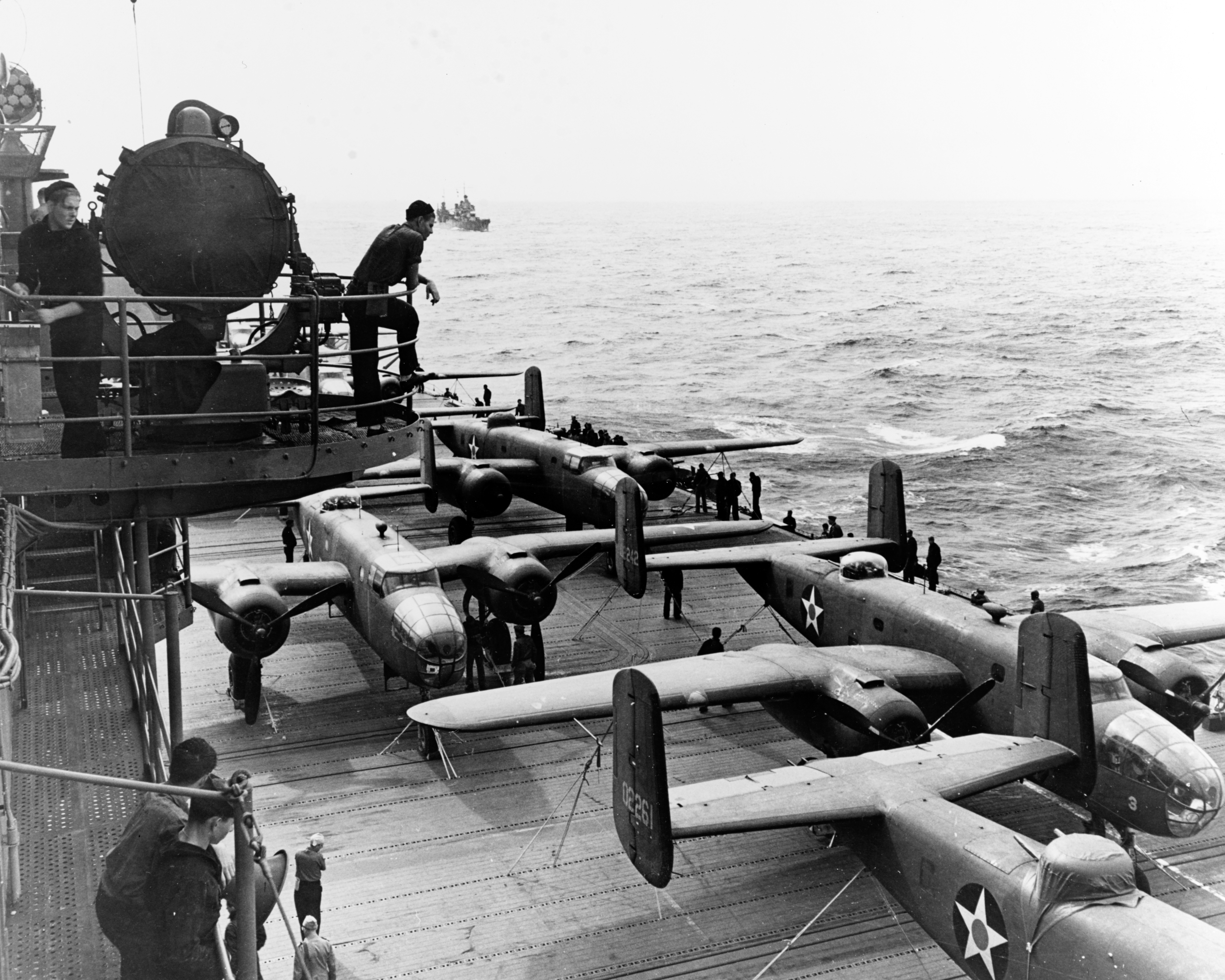
B-25B startující z letadlové lodi USS Hornet na Tokio

Letouny B-25 používalo zejména americké námořní vojenské letectvo v Pacifiku, ale i v oblasti Středozemního moře. Nejznámější akcí těchto letadel byl nálet na Tokio, který uskutečnilo 18. dubna 1942 šestnáct B-25B plukovníka Jimmyho Doolittla ze 17 BG, startujících z letadlové lodi USS Hornet.

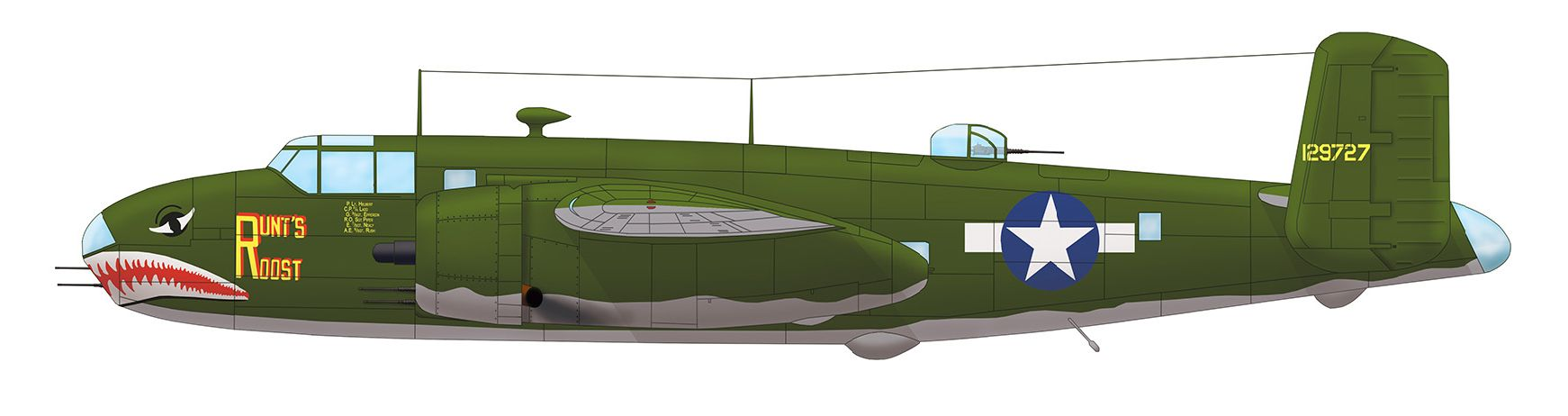
North American B-25C Mitchell „Runtʼs Roost“ sériového čísla 41-29727 z výzbroje 90. bombardovací perutě patřící do 3. lehké bombardovací skupiny USAAF modifikovaný pro bitevní akce, Dobodura 1943

Letectva US Navy a USMC převzala celkem 706 kusů B-25 různých verzí, z toho 202 B-25C a D jako PBJ-1C a PBJ-1D, dále 248 PBJ-1H a 255 PBJ-1J. Mnohé byly vybaveny radiolokátory a hlubinnými náložemi či raketami k boji proti ponorkám.
Po válce si stroje zakoupily některé státy Latinské Ameriky. Poslední Mitchelly dolétaly v pomocných službách v USA v roce 1960.

## Varianty

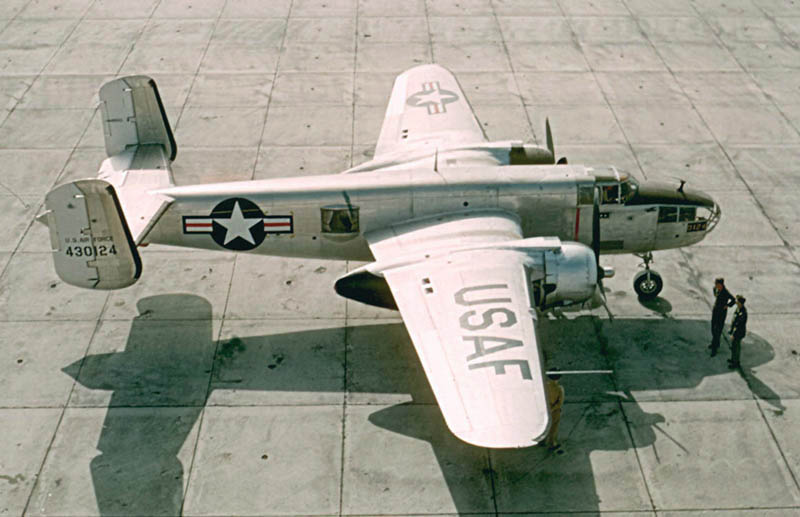
North American VB-25J Mitchell (44-30124), Hamilton Field, 1948

- ZB-25C
- WB-25D
- ZB-25D
- XB-25E
- ZXB-25E
- XB-25F-A
- XB-25G
- CB-25J
- VB-25J

## Uživatelé
- Austrálie
  - Royal Australian Air Force
- Brazílie
  - Brazilské letectvo
- Čínská republika
  - Letectvo Čínské republiky
- Nizozemsko
  - Nizozemské armádní letectvo
  - Nizozemské námořní letectvo

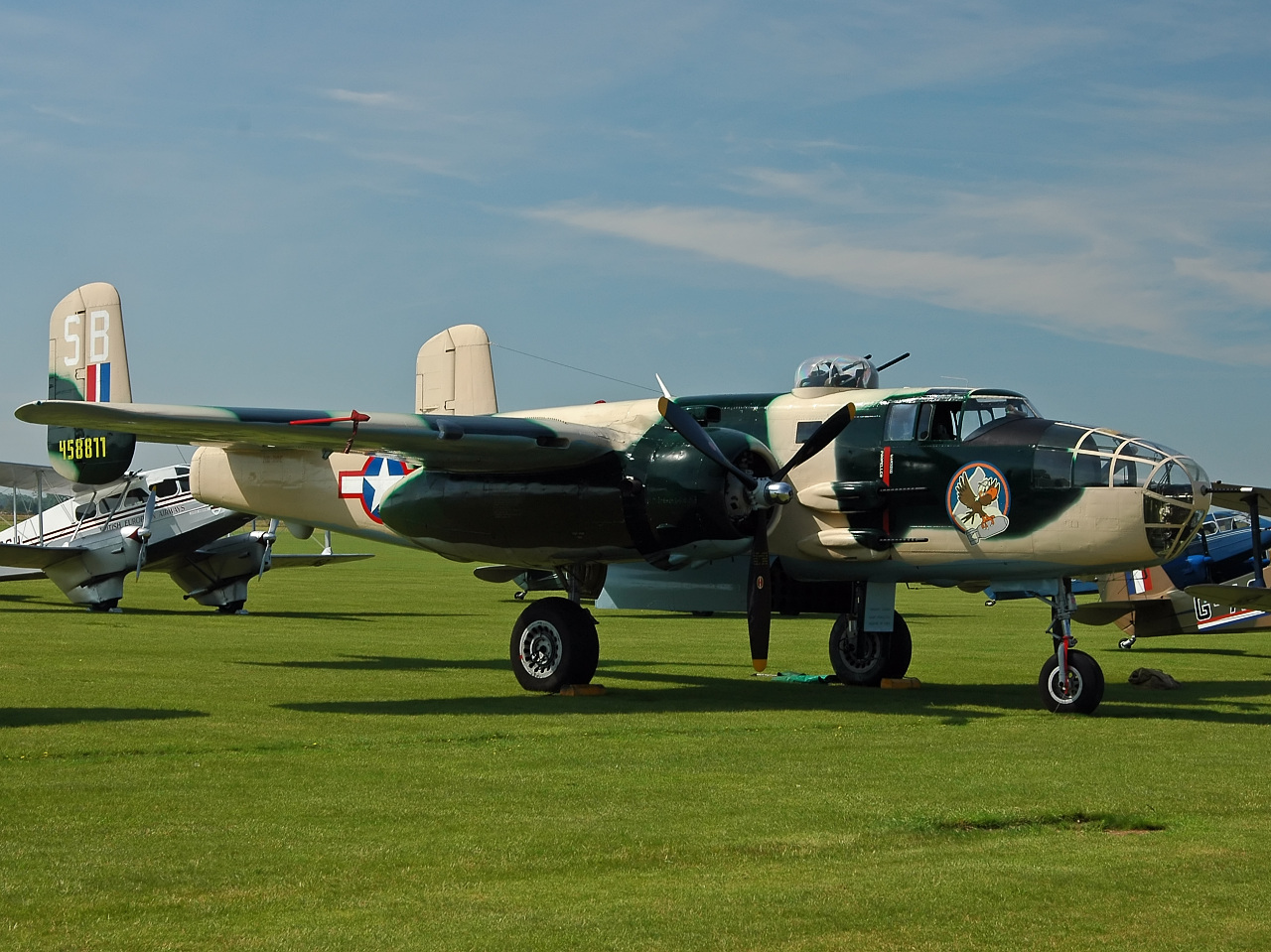
B-25J-35 Mitchell (45-8811)

  - Vojenské letectvo Královské armády Nizozemské východní Indie
- Sovětský svaz
  - Sovětské letectvo
- Spojené království
  - Royal Air Force
- Spojené státy americké
  - United States Army Air Forces
  - United States Air Force
  - United States Navy
  - United States Marine Corps Aviation

## Specifikace (B-25J)

B-25J Mitchell

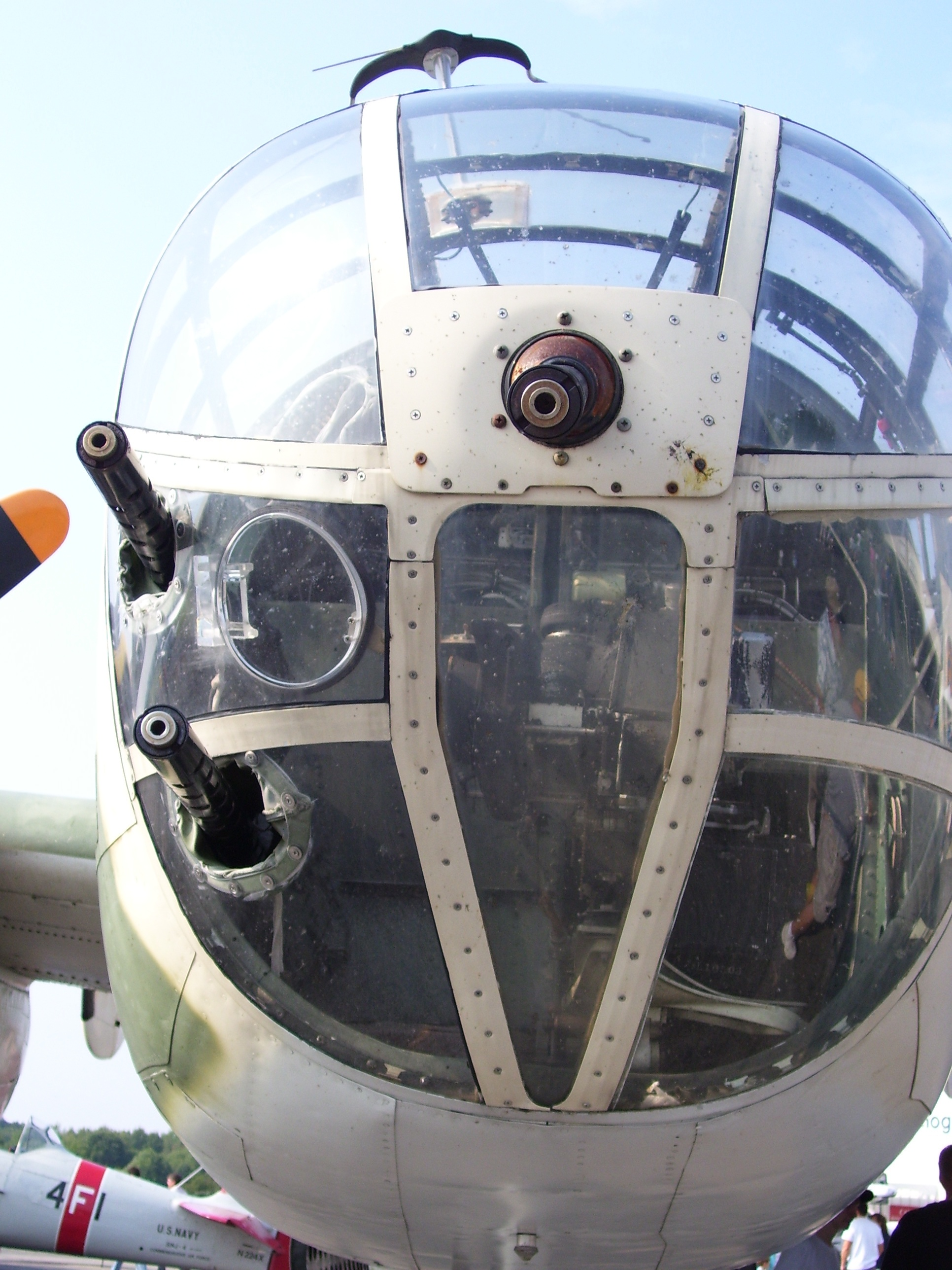
Příď letounu North American B-25 Mitchell

Údaje platí pro B-25J

### Hlavní technické údaje
- Rozpětí: 20,58 m
- Délka: 16,10 m
- Výška: 4,80 m
- Nosná plocha: 56,67 m²
- Hmotnost prázdného letounu: 9 580 kg
- Vzletová hmotnost: 15 855 kg
- Maximální vzletová hmotnost: 18 960 kg
- Pohonná jednotka: 2 × vzduchem chlazený dvouhvězdicový čtrnáctiválec Wright R-2600-29 Double Cyclone
- Výkon pohonné jednotky: 1700 hp (1267,7 kW)

### Výkony
- Maximální rychlost: 443 km/h ve 4572 m
- Cestovní rychlost: 370 km/h
- Přistávací rychlost: 155 km/h
- Dostup: 7315 m
- Dolet: 2170 km
- Počáteční stoupavost: 338 m/min

### Výzbroj
- 1-2 × pevný kulomet M2 Browning ráže 12,7 mm[p 1]
- 10 × pohyblivý kulomet M2 Browning ráže 12,7 mm
- 1814 kg pum